# Pásztor Béla (rendező)
Pásztor Béla, Berger Béla (Ákos, 1895. január 2. – New York, 1966. december 31.) rendező, dramaturg, forgatókönyvíró, színész, producer.

## Életútja
Berger Jakab és Frank Etelka fia. Középiskoláit és a színészakadémiát Budapesten végezte, majd a soproni és pozsonyi színházban Polgár Károly, később Szabó Ferenc társulatánál mint színész és rendező működött. A színészettel nemsokára felhagyott és újságíró lett. Mint ilyen a Világ és a Népszava hasábjain írt politikai cikkeket. 1919-ben filmíró volt a Starnál, 1922-ben pedig a Royal Orfeum főtitkárának nevezték ki. 1923. március 25-én Budapesten feleségül vette Funk Erzsébetet, akitől 1939-ben vált el. 1924-ben Hollandiában filmszínházakat vezetett, 1925-ben az Ufa Filmszínház igazgatójává nevezték ki. 1929-ben megalapította a Bethlen-téri Színházat, de nemsokára visszavonult onnan. Ezután két évig volt a Paramount budapesti dramaturgja, itt mintegy félezer külföldi film magyar feliratainak írását végezte. Bérbe vette és öt évig vezette a Nagymező utcai Radius filmszínházat. 1935-ben megalapította saját filmvállalatát Pásztor Film Kft. néven, s ezzel betársult az általa rendezett nagyjátékfilmekhez. 1938. október 14-én áttért a római katolikus vallásra. Miután meghozták a zsidótörvényeket, hivatalosan már nem dolgozhatott a filmszakmában, s mivel ezt megszegte, 1941-ben az Értelmiségi Munkanélküliség kormánybiztosa másokkal együtt internálta. A második világháború során bekapcsolódott az ellenállási mozgalomba, 1945-ben kinevezték a MAFIRT művészeti igazgatójának. 1949-ben Izraelbe emigrált, itt hozta létre 1953-ban az első magyar színtársulatot. Itt ő rendezte Molnár Ferenc Az ördög című darabját, amelyben a címszerepet is ő maga játszotta 1954. július 6-án. 1955-ben Shaw Pygmalionját rendezte. Több cikket is írt Izraelben a magyar színészet történetéről. Az 1960-as években továbbköltözött az USA-ba.

## Filmjei

### Rendező
- Lesz maga juszt is az enyém (1922, szkeccs)
- Forog az idegen (1936)
- A sárga csikó (1936)
- Hol alszunk vasárnap? (1937, rövid)
- A falu rossza (1937)
- Piros bugyelláris (1938)
- Vadrózsa (1938-39)

### Producer
- A sárga csikó (1936, vitéz Ónody Frigyessel)
- A falu rossza (1937, Gerő Istvánnal)
- Piros bugyelláris (1938, Teichmann Ernővel)
- Vadrózsa (1938-39, Teichmann Ernővel)

### Szerepei
- Éva (1919)
- Cigányszerelem (1919)
- Mackó úr kalandjai (1921)
- Csárdáskirály (1958, NSZK) - Béla, cigányprímás

### Dramaturg
- Nick Winter négy új kalandja (1920, francia-magyar)

4. rész: Romok között

### Forgatókönyv
- Vörösbegy (1921)

### Meg nem valósult filmforgatókönyve
- Enyém a tied! (193?, Kardos Andorral)